# Закон України «Про Національну комісію, що здійснює державне регулювання у сферах енергетики та комунальних послуг»
Закон України «Про Національну комісію, що здійснює державне регулювання у сферах енергетики та комунальних послуг» — закон, що регламентує діяльність Національної комісії, що здійснює державне регулювання у сферах енергетики та комунальних послуг.

## Історія ухвалення
Вперше необхідність подібного закону постала з часу створення першого регулятору в 1994 році. Одна зі спроб проголосувати цей закон була в 2007 році. Проте тоді вдалося проголосувати закон лише в першому читанні.
Питання про профільний закон знову постало в 2014 році, коли Указами Президента були ліквідовані попередні комісії (НКРЕ та НКРКП) та створена єдина комісія. Відповідний Закон усунув би правову колізію, що виникла в результаті цих дій.
В 2015 році в Парламент надійшло 3 варіанти законопроєкту: один від Кабінету Міністрів (2966), і два інших від Народних депутатів (2966-1 та 2966-2). Всі були відхилені, проте варіант Кабінету Міністрів було направлено на доопрацювання. В січні 2016 року його повторно відхили і направили на доопрацювання. В лютому був представлений депутатський законопроект, який був прийнятий за основу і проголосований в першому читанні 12 квітня 2016 року.
Після невдалої спроби проголосувати цей законопроект в другому читанні в липні, це вдалося зробити 22 вересня. Закон був підписаний Президентом 23 листопада. Був опублікований в газеті «Голос України» 25 листопада і набув чинності наступним днем після публікації, крім частини першої статті 11, статті 13 цього Закону, які наберуть чинності з 1 січня 2017 року.

## Структура
Закон містить 24 статті у трьох розділах, а також об'ємний четвертий розділ «Прикінцеві та перехідні положення».
- Розділ I. Загальні положення
  - Стаття 1. Статус Регулятора
  - Стаття 2. Сфера діяльності Регулятора
  - Стаття 3. Мета, форми діяльності Регулятора та його основні завдання
  - Стаття 4. Основні принципи діяльності Регулятора
- Розділ II. Особливості організації діяльності регулятора
  - Стаття 5. Гарантії незалежності Регулятора
  - Стаття 6. Відносини Регулятора з Верховною Радою України, Кабінетом Міністрів України, іншими органами державної влади
  - Стаття 7. Правомочність члена Регулятора
  - Стаття 8. Особливості призначення, припинення повноважень та правового статусу членів Регулятора
  - Стаття 9. Голова Регулятора
  - Стаття 10. Обмеження, що застосовуються до членів Регулятора, працівників центрального апарату і територіальних органів Регулятора
  - Стаття 11. Фінансування діяльності Регулятора
  - Стаття 12. Оплата праці членів Регулятора, працівників центрального апарату і територіальних органів Регулятора
  - Стаття 13. Порядок сплати внесків на регулювання
  - Стаття 14. Порядок організації роботи Регулятора та прийняття рішень
  - Стаття 15. Порядок підготовки рішень Регулятора, що мають ознаки регуляторних актів
  - Стаття 16. Проведення відкритого обговорення проектів рішень Регулятора
  - Стаття 17. Функції та повноваження Регулятора
  - Стаття 18. Питання транскордонної торгівлі
- Розділ III. Особливості здійснення функцій та повноважень регулятора
  - Стаття 19. Особливості здійснення державного контролю на ринках у сферах енергетики та комунальних послуг
  - Стаття 20. Моніторинг ринків у сферах енергетики та комунальних послуг
  - Стаття 21. Розгляд скарг та врегулювання спорів
  - Стаття 22. Відповідальність за порушення законодавства у сферах енергетики та комунальних послуг
  - Стаття 23. Відповідальність Регулятора
  - Стаття 24. Відкритість діяльності Регулятора
- Розділ IV. Прикінцеві та перехідні положення.